# Cúp quốc gia Wales 1948–49
Cúp quốc gia Wales FAW 1948–49 là mùa giải thứ 62 của giải đấu bóng đá loại trực tiếp hàng năm dành cho các đội bóng ở Wales.

## Từ viết tắt
Tên giải đấu nằm sau tên các câu lạc bộ.
- CCL - Cheshire County League
- FL D2 - Football League Second Division
- FL D3N - Football League Third Division North
- FL D3S - Football League Third Division South
- SFL - Southern Football League

## Vòng Năm
Vòng này có sự tham gia của 8 đội thắng ở vòng Bốn và 10 đội bóng mới.
| Số thứ tự trận | Đội nhà          | Tỉ số | Đội khách        |
| -------------- | ---------------- | ----- | ---------------- |
| 1              | Chester (FL D3N) | 0–6   | Wrexham (FL D3N) |

## Vòng Sáu
Vòng này có sự tham gia của 2 đội thắng ở vòng Năm. Có 7 đội khác đi thẳng vào vòng Bảy.

## Vòng Bảy
Vòng này có sự tham gia của một đội thắng ở vòng Sáu và 7 đội được miễn đấu ở vòng trước.

## Bán kết
Swansea Town và Rhyl thi đấu tại Wrexham, Cardiff City và Merthyr Tydfil thi đấu tại Swansea.
| Số thứ tự trận | Đội nhà               | Tỉ số | Đội khách            |
| -------------- | --------------------- | ----- | -------------------- |
| 1              | Swansea Town (FL D3S) | 3–0   | Rhyl (CCL)           |
| 2              | Cardiff City (FL D2)  | 1–3   | Merthyr Tydfil (SFL) |

## Chung kết
Trận Chung kết diễn ra tại Cardiff.
| Số thứ tự trận | Đội nhà              | Tỉ số | Đội khách             |
| -------------- | -------------------- | ----- | --------------------- |
| 1              | Merthyr Tydfil (SFL) | 2–0   | Swansea Town (FL D3S) |